# 侯先春
侯先春（1545年—1611年），字元甫，號少芝，直隸常州府無錫縣人，民籍，明朝政治人物。

## 生平
萬曆七年（1579年）己卯科應天府鄉試第五十九名，萬曆八年（1580年）庚辰科会试第一百九十六名，三甲第一百六十六名進士。都察院觀政，本年授太常寺博士，十四年擢禮科给事中，十七年三月升兵科右给事中，十八年八月升吏科左给事中，阅视辽东，十九年閏三月升户科都給事中，尋以病乞假終養。
萬曆二十八年起復兵科都给事中，萬曆二十九年（1601年），因疏救遼東總兵馬林，觸怒神宗，降廣西按察司知事，在謫籍七年，三十五年（1607年）轉莱州府推官，三十七年升南京户部主事，三十八年调任南京吏部文选司主事。著有《侯少芝谏草》。

## 墓葬
其墓在无锡太湖十八湾华藏山南麓。1992年春發掘。

## 家族
曾祖侯孟清，贈知縣；祖父侯祖德，曾任太僕寺寺丞；父侯應昌。母華氏。孫侯鼎鉉，崇禎十年进士。曾祖侯杲，顺治己丑科進士；侯曦，顺治戊戌科進士。